# Ruisseau Deveriche
Le ruisseau Deveriche (autrefois désigné ruisseau La Tuque) coule en direction est, sur la rive ouest de la rivière Saint-Maurice, dans le territoire de La Tuque, en Mauricie, au Québec, au Canada.

## Géographie
Le ruisseau Deveriche coule sur la rive ouest de la rivière Saint-Maurice, sur une longueur de 3,12 km. Elle prend ses eaux notamment du lac Turcotte,. Le sous-basin hydrographique du côté nord du ruisseau Deveriche est celui de la rivière au Lait.
L'embouchure du ruisseau Deveriche se déverse dans la rivière Saint-Maurice (du côté ouest), en face de l'aéroport de La Tuque, soit juste en aval de la pointe sud de l'île Gilbert, située au milieu de la rivière Saint-Maurice, en face de la ville de La Tuque.

## Toponymie
Le ruisseau Deveriche était désigné autrefois ruisseau La Tuque. Le toponyme ruisseau Deveriche a été inscrit le 5 décembre 1968 à la Banque des noms de lieux et la Commission de toponymie du Québec.